# Beekparelmossel
De beekparelmossel (Margaritifera margaritifera) is een in zoet water levend tweekleppig weekdier.

## Beschrijving

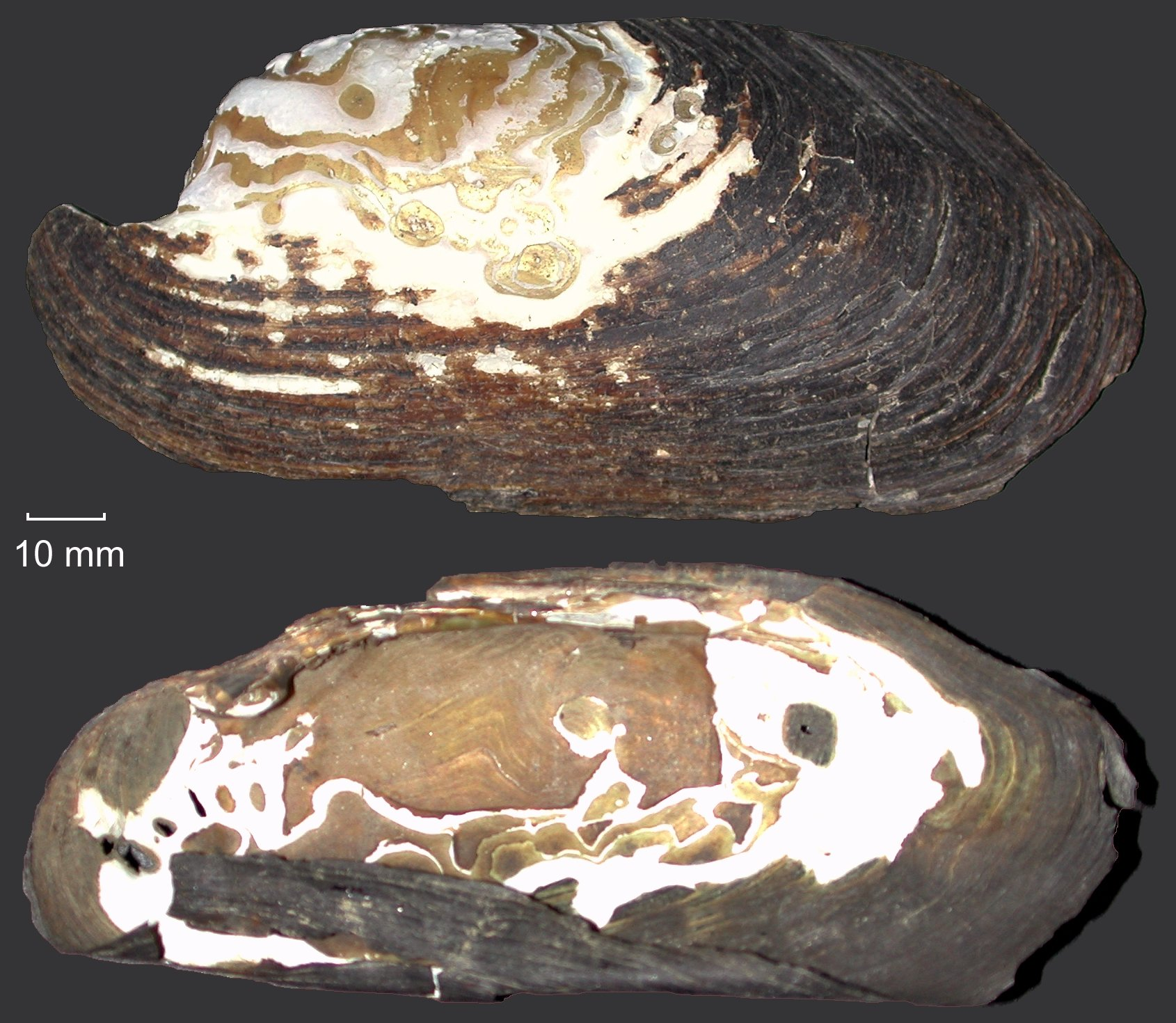
Losse kleppen uit de Erlau (Zuid Duitsland) - de kalk van de schelp is door het zure water opgelost. Bovenste exemplaar: de meeste kalk is verdwenen waar door slijtage geen periostracum meer is. Onderste exemplaar: hier is aan de binnenkant de meeste kalk opgelost waardoor plaatselijk alleen het periostracum is overgebleven.

### Schelpkenmerken
De schelp is langgerekt van vorm. De umbo ligt op ongeveer 1/3 van de voorzijde. Er is een lange slotband, die meer dan de helft van het deel tussen umbo en achterzijde in beslag neemt. Het slot is goed ontwikkeld. De rechterklep heeft één cardinale tand die conisch en driehoekig van vorm is en gecrenuleerd en een rudimentaire lamelvormige laterale tand heeft. De linkerklep heeft twee cardinale tanden met een conisch driehoekige vorm en een rudimentaire lamelvormige laterale tand die ook afwezig kan zijn.
De schelpen zijn dikschalig en bestaan vrijwel helemaal uit een parelmoerlaag. Er is een dik periostracum, dat bij de umbo vaak verdwenen is. Hierdoor is de kalk van de schelp onbeschermd en vertoont daardoor heel vaak verschijnselen van oplossing. Het komt voor dat van dode dieren al vrij spoedig grote delen van de schelp zijn opgelost en dat bijna alleen het dikke periostracum nog overgebleven is.

### Grootte van de schelp
- Lengte: tot ± 150 mm
- Hoogte: tot ± 60 mm.

### Kleur van de schelp
De schelp is wit met irriserende parelmoerkleuren. Het periostracum is donker olijfbruin tot zwart en heeft een matte glans.

### Habitat en leefwijze
De beekparelmossel heeft koel, helder, zuurstofrijk, oligotroof, niet verontreinigd water nodig. Door de sifonen wordt water naar binnen gezogen waar de kleine zwevende organische deeltjes uitgefilterd worden waarmee het dier zich voedt. Men veronderstelt dat de soort toen zij vroeger veel algemener was een belangrijke rol speelde bij het verwijderen van zwevende stof uit het water. Dit was eveneens belangrijk voor een aantal andere organismen die in hetzelfde biotoop leefden, zoals zalm en forel.
Onder ideale omstandigheden leven de dieren in grote populaties in snelstromende (berg)beken en kleine rivieren. De dieren hebben een voorkeur voor een zandig substraat, waar zij zich ingraven en wat beschut worden door grof grind en stenen. Er is een maximale waterdiepte van ongeveer twee m. Bij deze waterdiepte worden stroomsnelheden opgegeven tussen 0,1–2,0 m per seconde. De optimale waterdiepte is ongeveer 0,3–0,4 m met bijbehorende stroomsnelheden van 0,25–0,75 m per seconde.

### Levenscyclus en voortplanting
De beekparelmossel is een soort die tientallen jaren oud kan worden. De maximale ouderdom lijkt per populatie te variëren en is waarschijnlijk van verschillende factoren afhankelijk. Hoogst waargenomen leeftijden liggen rond de 280 jaar.
In tegenstelling tot veel andere mollusken zijn de dieren niet tweeslachtig (ze zijn dus óf mannelijk óf vrouwelijk) en worden pas bij ongeveer 10–15 jaar geslachtsrijp. De schelp is dan ongeveer 6,5 cm lang. Tijdens de vroege zomer spuiten mannelijke dieren spermacellen in het water die door de vrouwelijke dieren door de sifon worden binnengezogen. Na bevruchting worden de eieren enkele weken in een broedzakje gehouden tussen de kieuwen, waar de larven zich ontwikkelen. In de nazomer heeft zich daar een kleine larve met een zeer dunne schelp uit ontwikkeld. Dit stadium wordt het glochidium genoemd. Dit glochidium is 0,6–0,7 mm groot, heeft een ongeveer ovale vorm en is voorzien van een soort weerhaakjes. Beide schelphelften zijn niet gesloten en staan wijd open. Als de glochidia volgroeid zijn worden zij door het vrouwelijke ouderdier met kracht het water in gespoten. Het moederdier spuit haar glochidia in een aantal keren naar buiten. Per keer zijn dat tussen de 1–4 miljoen glochidia. In de populatie doen andere vrouwelijke geslachtsrijpe dieren dat min of meer op hetzelfde moment, vaak tot 60% van de vrouwelijke dieren. Bijna alle glochidia sterven, slechts enkele vinden een geschikte gastheer die zij voor ontwikkeling tot mossel nodig hebben. Levensvatbare glochidia die geen gastheer gevonden hadden zijn nog waargenomen tot vijf dagen nadat ze het moederdier verlieten. Als gastheren fungeren alleen zalm en forel, andere soorten (zoals ook regenboogforel) kunnen niet als zodanig optreden. Een glochidium moet ingeademd worden door een van beide vissoorten. Doordat de schelpen van het glochidium dichtklappen kunnen zij zich met behulp van de weerhaakjes tussen de kieuwen van de vis nestelen, waar ze worden ingekapseld. De glochidia ontwikkelen zich verder in deze zeer zuurstofrijke omgeving en blijven daar tot het begin van de volgende zomer. Als de jonge mosseltjes de vis verlaten moeten zij in een geschikte omgeving terechtkomen om te overleven: schoon, oligotroof, helder, zuurstofrijk water en een schone zandige of grindige bodem.
De vissen schijnen geen nadelige gevolgen te hebben van de min of meer parasitaire leefwijze van de glochidia.
Uit deze levenscyclus blijkt dat aan zeer veel voorwaarden moet worden voldaan om een levensvatbare populatie van beekparelmossels in stand te houden.

## Voorkomen

### Areaal
De soort heeft een holarctische verspreiding en komt voor in Noord-Amerika, Europa en Azië.

### Recent voorkomen
De beekparelmossel komt in Nederland niet voor, door het ontbreken van geschikte biotopen. In België komt ze voor in bovenlopen van beken en kleine rivieren in de Ardennen.

### Fossiel voorkomen
In tegenstelling tot zijn verwant de rivierparelmossel zijn van de beekparelmossel vrijwel geen fossielen bekend. Dat wordt waarschijnlijk veroorzaakt door het biotoop waarin de soort leeft. Dat is weinig geschikt voor het ontstaan van fossielen. Uit Nederland en België zijn zij niet bekend.
In Polen zijn schelpen in kökkenmöddingafzettingen aangetroffen.

## Verhouding tot de mens

### Bedreigde soort
De beekparelmossel staat op de Rode Lijst van de IUCN als "bedreigd".
De soort is overal in zijn verspreidingsgebied zeer sterk bedreigd. Er is in veel gebieden een teruggang gemeld van 95–100%. In grote gebieden is zij reeds uitgestorven. Grote populaties worden nog maar in minder dan 50 rivieren gevonden verspreid over Canada, Scandinavië en Rusland, met nog enkele kleinere populaties in Beieren, Tsjechië, Oostenrijk en Groot-Brittannië. Omdat de dieren zo oud worden kunnen populaties nog tamelijk lang bestaan ook als er geen nakomelingen meer komen. De achteruitgang komt vooral door waterverontreiniging, die totaal niet verdragen wordt. In veel gebieden zijn zelfs de bovenlopen van bergbeken vervuild. Een andere belangrijke oorzaak is de achteruitgang van de vissoorten (die deels eveneens een gevolg van de waterverontreiniging is) waarvan de beekparelmossel voor de voortplanting van afhankelijk is. Andere oorzaken zijn onder andere roofbouw in de parelvisserij, afdammingen, visserij op de gastheersoorten en de opkomst van de bisamrat die als predator optreedt. De ingewikkelde en veeleisende levenscyclus van de beekparelmossel draagt sterk bij aan de gevoeligheid voor uitsterven van populaties.

### Zoetwaterparels
De beekparelmossel is altijd een leverancier van parels geweest. Hoewel slechts ongeveer 4% van de dieren een parel bevat, was de parelvisserij vroeger erg belangrijk. In de achttiende eeuw zijn in delen van Duitsland de mossels ook wel met opzet voor dit doel uitgezet. Deze voor de parelvisserij bedoelde populaties werden streng beschermd. Het toebrengen van schade werd met draconische maatregelen afgestraft.